# Kongens store tale
Kongens store tale er en oscar-vindende britisk spillefilm. Den er baseret på Georg 6. vanskeligheder med at holde taler. Filmen vandt blandt andet fire Oscars i 2011.

## Medvirkende
- Colin Firth som Kong Georg 6.
- Geoffrey Rush som Lionel Logue
- Helena Bonham Carter som Dronning Elizabeth
- Guy Pearce som Kong Edward 8.
- Timothy Spall som Winston Churchill
- Derek Jacobi som Ærkebiskop Cosmo Lang
- Jennifer Ehle som Myrtle Logue
- Anthony Andrews som Stanley Baldwin
- Claire Bloom som Dronning Mary
- Eve Best som Wallis Simpson
- Freya Wilson som Prinsesse Elizabeth
- Tim Downie som Hertug af Gloucester
- Roger Hammond som Dr. Blandine Bentham
- Ramona Marquez som Prinsesse Margaret
- Michael Gambon som Kong Georg 5.
- Roger Parrott som Neville Chamberlain